# Latina TV (Venezuela)
Latina TV (estilizado en el logotipo como LatinaTV) es un canal de televisión abierta regional venezolano que pertenece al Grupo Latina Medios, una corporación que agrupa a varias medios relacionados con televisión, radio y una fuente de noticias online (Notiprensa Digital) con sede en Barquisimeto, Estado Lara. Fue lanzado al aire el 14 de enero de 2012 como el primer canal de televisión regional en señal High definition (HD) de Venezuela.

## Disponibilidad

### Señal Abierta
Latina TV transmite de forma analógica por televisión terrestre en todo el Estado Lara, en el canal 45 de la banda UHF.

### Televisión de Paga
Latina TV también transmite a través de las operadoras de pago en el Estado Lara a través de Inter (canal 71 y canal 34 señal digital), NetUno (canal 79) y en el Estado Yaracuy a través de Tecnicable (canal 16) en Urachiche, Chivacoa y San Felipe. Al Oeste del Estado Lara, Bryan Cable (canal 19), Servitel (canal 16) y Guaro Visión (canal 16). En el Municipio Crespo a través de Open TV (canal 42). Al Norte de la ciudad, a través de Norte Visión (canal 19). En el Municipio Jiménez y Municipio Morán a través de Pronovisión (canal 13).

### Señal en Línea
Latina TV dispone una señal en directo a través de la página web de la empresa (latinamedios.com) que emite en toda Venezuela si vives fuera en el Estado Lara o en el Estado Yaracuy, también está disponible a través de la app de Latina Medios para Android en Google Play y a través de la app de LatinaTV en Roku.

## Servicios relacionados

### Estaciones hermanas actuales

#### Latina 101.9 FM
Latina 101.9 FM es una estación radial venezolana ubicada en el 101.9 MHz del dial FM en Barquisimeto, inició sus transmisiones el 14 de septiembre de 2012 como la primera estación radial en señal High definition (HD) de Venezuela. La emisora transmite música latina, salsa caribeña, reguetón, música venezolana, etc.

#### Radio Show 99.1 FM
Radio Show 99.1 FM es una estación radial venezolana ubicada en el 99.1 MHz del dial FM en Barquisimeto. Inició sus transmisiones el 31 de octubre de 2009. A diferencia de las otras emisoras del mismo nombre, que transmite música latina, salsa caribeña, reguetón, etc. La emisora transmite pop, rock, k-pop, entre otros géneros musicales en inglés.

#### Latina 95.9 FM
Latina 95.9 FM es una estación radial venezolana ubicada en el 95.9 MHz del dial FM en Acarigua, Estado Portuguesa. Inició sus transmisiones el 3 de octubre de 2017 como la primera versión portuguesa de la emisora larense, siguiendo la misma línea con señal High definition (HD) de Venezuela. La emisora transmite música latina, salsa caribeña, reguetón, música venezolana, etc.